# Фінал кубка Італії з футболу 1966
Фінал Кубка Італії з футболу 1966 — фінальний матч розіграшу Кубка Італії сезону 1965—1966, в якому зустрічались «Фіорентіна» і «Катандзаро». «Катандзаро » на момент проведення турніру виступав у Серії B. Матч відбувся 19 травня 1966 року на «Стадіо Олімпіко» в Римі.

## Шлях до фіналу
| Фіорентіна     | Фіорентіна    | Раунд                            | Катандзаро | Катандзаро            |
| -------------- | ------------- | -------------------------------- | ---------- | --------------------- |
| Суперник       | Результат     | Кубок Італії з футболу 1965—1966 | Суперник   | Результат             |
| Дженоа         | 3–1 на виїзді | Перший раунд                     | Мессіна    | 2–0 вдома             |
| Палермо        | 4–1 вдома     | Другий раунд                     | Наполі     | 1–0 на виїзді         |
| Катанія        | 1–0 вдома     | Третій раунд                     | Лаціо      | 3–1 на виїзді         |
| Мілан          | 3–1 на виїзді | 1/4 фіналу                       | Торіно     | 0–0 дч пен. 4-1 вдома |
| Інтернаціонале | 2–1 вдома     | 1/2 фіналу                       | Ювентус    | 2–1 на виїзді         |

## Фінал
| 19 травня 1966 |

| «Фіорентіна»                   | 2:1 дч | «Катандзаро» |
| ------------------------------ | ------ | ------------ |
| Хамрін 30' Бертіні 119' (пен.) |        | Маркіоро 49' |

| «Стадіо Олімпіко», Рим Арбітр: Антоніо Спарделла |

| Фіорентіна | Катандзаро |

|                    |  |                          |  |
|                    |  |                          |  |
| В                  |  | Енріко Альбертозі        |  |
| З                  |  | Джован Баттіста Піровано |  |
| З                  |  | Бернардо Рогора          |  |
| З                  |  | Уго Ферранте             |  |
| З                  |  | Джузеппе Бріці           |  |
| ПЗ                 |  | Маріо Бертіні            |  |
| ПЗ                 |  | Клаудіо Мерло            |  |
| ПЗ                 |  | Джанкарло Де Сісті       |  |
| Н                  |  | Курт Хамрін              |  |
| Н                  |  | Маріо Брюньєра           |  |
| Н                  |  | Лучано К'яруджі          |  |
| Головний тренер:   |  |                          |  |
| Джузеппе К'яппелла |  |                          |  |

|                  |  |                   |  |
|                  |  |                   |  |
| В                |  | Умберто Провазі   |  |
| З                |  | Франко Маріні     |  |
| З                |  | Едмондо Лоренціні |  |
| З                |  | Чезаре Маччакаро  |  |
| З                |  | Луїджі Тонані     |  |
| З                |  | Луїджі Сардей     |  |
| ПЗ               |  | Карло Ваніні      |  |
| ПЗ               |  | Джузеппе Маркіоро |  |
| ПЗ               |  | Альваро Гаспаріні |  |
| Н                |  | Джанні Буй        |  |
| Н                |  | Маріо Трібуціо    |  |
| Головний тренер: |  |                   |  |
| Діно Баллаччі    |  |                   |  |